# Chie Kōjiro
Chie Kōjiro (jap. 神代 知衣 Kōjiro Chie;  ur. 17 października 1960) – japońska aktorka głosowa z Shimonoseki. Wcześniej była związana z Mausu Promotion i Production Baobab, obecnie należy do 81 Produce. Najbardziej znana z podkładania głosu Lisy Simpson w japońskiej wersji Simpsonów oraz Elmirki Duff w serialu animowanym Przygody Animków.

## Role głosowe

### Animacja telewizyjna
- Anmitsu Hime (UFO)
- Atashin’chi (Chikuwānu)
- Bakusō Kyōdai Let's & Go!! (Tōkichi Mikuni)
- Esper Mami (nauczyciel, młodszy brat)
- Digimon Data Squad (Falcomon, Peckmon, Yatagaramon, Ravemon)
- Wróżka z krainy Kwiatów (Watch)
- Gintama (Space Okan)
- Hamtaro – wielkie przygody małych chomików (Ninham-kun)
- Haré+Guu (Dama)
- Jushin Liger (Mini Knight)
- Mahōjin Guru Guru (Tomu Parotto, Sappari Fairy, Dosakusa Fairy)
- Mobile Suit Gundam F91 (movie) – Annamarie Bourget
- NG Knight Lamune & 40 (Tama Q)
- Onmyō Taisenki (Koroku the Black Tortoise)
- Osomatsu-kun (Jajako)
- Piłkarze (Hiroko)
- Piotruś Pan (Pushike)
- Pretty Rhythm: Rainbow Live (Chisato Ibara/ Momo)
- Jeździec srebrnej szabli (Marianne Louvre)
- Relic Armor Legaciam (OVA) – Dorothy
- Rumiko Takahashi Anthology – zashiki warashi gremlin (odc. 12)
- Saber Marionette J to X – Oguro (odc. 16-17)
- Saiyuki
- Sonic Soldier Borgman – Morley
- Stink Bomb (movie) – Miki
- Sgt. Frog – Gomogomo
- Yes! PreCure 5 – Otaka-san
- Yoroshiku Mechadock
- Yoshimoto Muchikko Monogatari – Mama Hanako
- Zatch Bell – Coral Q
- Zenmai Zamurai – Kamichiyo-neesan; Matcha
- Zillion – Addy (odc. 1, 22)

### Gry Video
- Chaos Rings (Piu-Piu)
- Crash Team Racing (Penta Penguin)
- Dark Cloud
- Digimon World Data Squad (Falcomon)
- Ribbit King DX (Basket-kun)

### Role dubbingowe
- Alvin i wiewiórki (Teodor)
- Simpsonowie (Lisa Simpson)
- Tomek i przyjaciele (Percy) (2008–2011)
- Shining Time Station (Becky) (1991-1995)
- Przygody Animków (Elmirka Duff)
- Dynastia Tudorów (Księżniczka Elżbieta Tudor (Elżbieta I Tudor))